# Oiospermum
Oiospermum é um género botânico pertencente à família Asteraceae. A sua única espécie é Oiospermum involucratum, sendo originária do Brasil.

## Taxonomia
Oiospermum involucratum foi descrita por (Nees & Mart.) Less. e publicado em Linnaea 4: 339. 1829

## Sinonímia
- Ampherephis psilocarpa Nees & Mart.
- Calydermos repens Spreng.
- Ethulia involucrata Nees & Mart.